# Філософсько-теологічний факультет Чернівецького національного університету імені Юрія Федьковича
Філософсько-теологічний факультет  (румунською: Facultatea de Teologie a Universităţii din Cernăuţi) — структурний підрозділ Чернівецького національного університету імені Юрія Федьковича, створений у 1993 році.

## Рання історія
Попередником факультету був Чернівецький богословський інститут. Чернівецький єпископ Ісая Балошескул 8 червня 1824 року послав план заснування богословського інституту і духовної семінарії, який був затверджений урядом Галіції з незначними змінами. Імператорська резолюція з даного питання з'явилася лише 6 серпня 1826 року, а богословський інститут було відкрито 4 жовтня 1827 року в день народження імператора Франца-Йосифа. Через чотири мсяці, у відповідності з декретом австрійської канцелярії від 8 січня того ж року, була відкрита духовна семінарія.
Відкриття греко-православного теологічного факультету пов'язане з ім'ям відомого церковного діяча — єпископа та першого митрополита Буковини Євгена Гакмана (1793—1873). Ще в 1851 р. він розпочинає переговори з урядом Австрії про створення відповідного факультету на базі «греко-східного» Богословського інституту, який входив в інфраструктуру його єпископії.
Позитивному розв'язанню цього питання сприяла готовність Владики розмістити теологічний факультет у своїй резиденції. Ще однією важливою обставиною було те, що університет мав утримуватися коштом Православного релігійного фонду Буковини. Фонд також підтримував розвиток освіти, виплачуючи стипендію та допомогу кращим студентам. Теологічний факультет розташувався в резиденції буковинського митрополита і, на відміну від інших, був повністю забезпечений навчально-виробничими приміщеннями, мав також краще від інших методичне обслуговування.
Пізніше резолюціями від 29 і 30 серпня 1875 року було вирішено реорганізувати Чернівецький богословський інститут в богословський факультет при Чернівецькому університеті. Так припинив своє 48-річне існування богословський інститут.
Свою роботу новостворений факультет розпочав 30 серпня 1875 р. у складі 7 кафедр, а саме: вивчення Біблії і тлумачення Старого та Нового Заповітів; догматики; теологічної моралі; історії церкви; церковного права; практичної теології та східних мов.
Вивчалися й інші предмети — на засадах обов'язковості чи факультативності. До перших належали: енциклопедія та методологія богословського навчання, єврейська мова, церковна статистика, церковний діловий стиль. Другу групу складали — граматика новозаповітних мовних ідіом, біблійна історія, археологія, історія нового біблійного канону, патрологія, історія догматики й апологетики, церковнослов'янська мова, символіка східної церкви та її тлумачення.
Питання кадрового забезпечення на факультеті розв'язувалися богословською колегією, яка діяла при Буковинській єпископії з обов'язковим погодженням із міністерством віросповідань і освіти.
Професорсько-викладацький склад факультету поповнювався професорами скасованого «греко-східного» Богословського інституту. Факультет намагався й самотужки готувати на професорські посади людей із числа його випускників. За чверть століття ним було підготовлено 7 кандидатів на посаду викладачів православного факультету, зокрема Е. Воюцького, В. Гаїну, В. Георгіу, К. С. Авескула, С. Сагіна, Т. Тарнавського. Серед професорів і доцентів теологічного факультету було лише два українці — Є. Козак і Д. Єремійчук, решта були румунами.
Першим деканом факультету став професор В. Митрофанович, який у 1877—1878 н.р. був ректором університету. Професори-богослови О. Попович та Е. Воюцький обіймали цю посаду двічі: перший — у 1880—1881 і 1895—1896 н.рр., другий — у 1892—1893 і 1901—1902 н.рр. У різні часи ректорами також були В. Репта, К. Попович, Т. Тарнавський, Є. Козак, С. Сагін. Останнім ректором німецького університету в 1918—1919 н.р. також був професор факультету В. Тарнавський.
Викладовою мовою згідно з регламентом теологічного факультету була німецька. За наполяганнями професорської колегії церковнослов'янська мова та література були обов'язковими для вивчення.
Однією з важливих передумов відкриття філософського факультету в університеті в 1875 р. стала певна традиція філософської культури на Буковині, витоками якої була тривала діяльність школи, заснованої у відповідності з ухвалою міністерства віросповідань та освіти 1815 р. «Про відкриття філософського навчального закладу в Чернівцях». Філософський факультет за своєю адміністративною структурою та предметністю мав позитивістську спрямованість. Тут поряд з філософією вивчалися філологія, історія, науково-природничі дисципліни. Студенти протягом трьох років слухали курс лекцій з філософії, протягом чотирьох років — історію Австрії, протягом семи семестрів — історію та застосування римського права. Як правило, вивчення окремих дисциплін забезпечували відповідні кафедри. Їх чисельність поступово зростала. Філософські дисципліни почали викладатися вже в зимовому семестрі 1875—1876 н.р. З часом на факультеті сформувалося 16 гуманітарних і 12 природничих кафедр.
Показово, що в 1920-их роках кращі студенти — богослови університету в Белграді, слухаючи лекції випускників Чернівецького університету, прагнули потрапити до Чернівців для завершення богословської освіти. До таких належав, зокрема, К.Марков, котрий закінчив теологічний факультет у Чернівцях 1928 р. Пізніше він став патріархом (під іменем Кирило) Болгарської православної церкви.

## Сучасна історія кафедри релігієзнавства і теології, та богословського відділення
Утворений в 1993 році під сучасною назвою, завдяки зусиллям тодішнього ректора університету проф. С. Костишина, та архієпископа Чернівецького і Буковинського (нині митрополита Чернівецького і Кіцманського) Данила (Ковальчука), за участю патріотичної громадськості Буковини. В урочистостях з нагоди відновлення теологічного відділення 12 лютого 1994 року взяв участь Святіший Володимир (Романюк) Патріарх Київський і всієї Руси-України.
Відродження філософсько-теологічного факультету при Чернівецькому університеті відбувалося з дуже великими складнощами. Доводилося натикатися і на звичайнісіньку байдужість, і на просте нерозуміння важливості такого акту, а найголовніше — різні бюрократичні перепони. Найкраще це відомо тодішньому ректорові С.Костишину, який у 1990—1993 роках наполегливо добивався відновлення його діяльності, аж поки справа не увінчалася успіхом. Згідно з його спогадами:
```
“Усе розпочалося з університетської церкви. Справу потрібно було повести так, аби цей храм почав діяти як релігійна установа. Бо були пропозиції з боку тоді ще радянської влади відкрити тут філіал бібліотеки, де розмістити фонди іноземної літератури. Та попри це ректорат і вчена рада підійшли до долі церкви дуже виважено, прийнявши доленосне рішення про відновлення теологічного факультету. Проте, зрозуміло, це ще не означало, що мети досягнуто. Нас намагалися переконати в тому, що функціонування богословського факультету в світському навчальному закладі неможливо. Але ми стояли на своєму і знаходили вагомі контраргументи. Передусім це те, що факультет не створюється, а відновлюється історична справедливість”.
```

Справа з відкриттям філософсько-теологічного факультету при Чернівецькому державному університеті набула логічного завершення 29 грудня 1993 року, коли було видано наказ № 70 «Про відкриття філософсько-теологічного факультету». В ньому, зокрема, зазначалося: «Беручи до уваги рішення Міжгалузевої акредитаційної комісії від 16.09. 1993 р., колегії Міністерства освіти від 29.09. 1993 р., протокол № 16/ 5, рішення Вченої ради ЧДУ від 29.12.1993 р. відкрити у Чернівецькому державному університеті імені Юрія Федьковича філософсько-теологічний факультет». Усе це вдалося завдяки старанним зусиллям тодішнього ректора університету Костишина С., голови обласної державної адміністрації Гнатишина І., міністра освіти Таланчука П.
Серед викладацького штату були: прот. Василь Вепрук (завідувач теологічного відділення), прот. Василь Білоус, прот. Михайло Марусяк, прот. Микола Симчич, проф. Абрамович С., Новосад М., Мазурик Л., Яра М. Протоієрей Василь Вепрук опублікував навчальний посібник «Догматичне богослов'я». — Чернівці: Рута, 2000. 408 с.
У лютому 1994 року відбувся перший набір студентів-теологів (30 осіб). З цього набору у 1999 році випустилося 19 осіб, з них 7 осіб — у сані..
Ще одною складовою частиною філософсько-богословського факультету, як самостійний науково-дослідницький і навчальний підрозділ, стала кафедра релігієзнавства та теології.
Вказана кафедра, на підставі рішення ректорату та Вченої ради університету від 9 липня 1998 року була створена на базі богословського відділення, яке функціонувало у структурі філософсько-теологічного факультету Чернівецького державного (з 2001 р. — національного) університету імені Юрія Федьковича з часу його відродження у жовтні 1993 року і, звісна річ, доповнена викладачами кафедри філософії. Однією із передумов відкриття кафедри була невизначеність статусу теології та відмова держави вносити її до переліку офіційно визнаних спеціальностей, що ставило під загрозу видачу дипломів студентам, які навчалися за спеціальністю «Теологія».
Очолював у 1998—2001 роках новостворену кафедру перший декан факультету, доктор філософських наук, професор Микола Сидоренко, під керівництвом якого розпочався системний процес формування кадрового потенціалу науково-педагогічного колективу кафедри, розробка основних напрямків дослідницької та навчально-освітньої діяльності. Головну увагу завідуючий кафедри зосереджував на популяризації спеціальностей кафедри, а надто ж теології.
Священик УПЦ-КП Вепрук Василь Ількович формально вважався заступником декана Сидоренка, та керівником богословського відділення, а релігієзнавче відділення очолював інший заступник декана — Докаш Віталій Іванович. Останній мав румунське походження, вільно володів румунською мовою, і ще з комуністичного часу, коли працював атеїстичним пропагандистом, зумів налагодити тісні контакти з науковими та освітніми колами Румунії.
Тому в перші роки існування цієї кафедри на теологічне відділення потягнулися студенти з сусідньої Румунії. До 2005 року вищу духовну освіту здобуло щонайменше сім студентів, але були й такі, які навчалися рік-два, а далі переводилися на навчання у вузи своєї країни. Спрощеному перетину державного кордону студентами нацменшин — румунської в Україні і української в Румунії, а також обміну студентів найбільше сприяв перший Надзвичайний і Повноважний посол України в Румунії професор Леонтій Сандуляк. Особливо тісним було співробітництво з богословським університетом університету м. Клуж-Напока.
На факультеті викладали відомі богослови, історики, релігієзнавці та лінгвісти. Серед них: професори — Семен Абрамович і Надія Бабич; священики з науковими ступенями — Василь Вепрук, Дмитро Садов'як і Василь Павенський, Михайло Марусяк, Микола Симчич; викладачі з мирян — Богдан Боднарюк, Галина Загайська, Любомира Мазурик та Марія Скаб. Єврейську мову викладав головний рабин Чернівецької області Ноах Кофманський, а також Ольга Щербак — завідуюча кабінетом івриту Чернівецької спеціалізованої школи І — ІІІ ст. № 41., а іноземну (англ.) мову — улюблениця студентів Людмила Айгаре.
Станом на 2006 рік, викладачами числилися: архиєп. Димитрій (Рудюк), єп. Нестор (Писик) — приїзджі з сусідніх областей, а також чернівецькі науковці: прот. Миколай Щербань, прот. Михаїл Марусяк, прот. Миколай Симчич, свящ. Миколай Лагодич, Позняк Я. Л., Кушнірчук В. М., Бучовський В. Р., Шкрібляк М. В. (останній пізніше прийняв сан священика).
Далі, упродовж п'ятнадцяти років (з вересня 2001 по січень 2016 р.) кафедру релігієзнавства і теології очолював Василь Балух. В лютому 2016 р. Миколу Шкрібляка призначили виконуючим обов'язки завідувача кафедри, а в березні 2018 р. — обрали на посаду завідувача кафедрою терміном на п'ять років.
Працівник цієї кафедри О. Бродецький у співавторстві з В. Огородником та І. Чорним видав курс лекцій «Основні риси та проблематика філософії Відродження» (2000), а другий випускник М. Шкрібляк — у співавторстві з М. Новосадом видав курс лекцій «Пророчі книги» (2001), а з І. Чорним та В. Романенком — конспект лекцій "Світоглядні джерела християнства (2000).
У 1997—1999 роках у Чернівецько-Буковинській митрополії відбувся розкол серед духовенства УПЦ-КП, наслідком чого стало утворення нової, Кіцмансько-Заставнівської єпархії, керуючий якої Никон (Калембер) намагався взяти під свій повний контроль богословське відділення ЧНУ.
Як наслідок, ставленики митрополита Даниїла — завідувач теологічного відділення протоієрей Василь Вепрук та мирянин Козьмик Василь Дмитрович (керівник ГО «Буковинське крайове братство апостола Андрія Первозваного») поступово були відсторонені від викладання у Чернівецькому університеті, чому значною мірою посприяв і новопризначений у 2001 році декан факультету Василь Балух.
Для розв'язання комплексу питань, за втручанням Святійшого Патріарха Філарета та рішенням Священного Синоду, на теологічне відділення ЧДУ була направлена випускна екзаменаційна комісія КДА у складі протоієрея Д. Садов'яка та ігумена Димитрія (Рудюка), атестація якої дозволила випускникам-теологам отримати дипломи про вищу богословську освіту зразка Київської Духовної Академії. У свою чергу, ректорат університету домігся від Міністерства освіти і науки України видачі теологам випуску 1999, 2000 рр. дипломів державного зразка зі спеціальності «Релігієзнавство» та щорічне забезпечення цільових місць держзамовлення студентамтеологам на заочній формі навчання. Водночас варто зазначити, що на вручення дипломів у жовтні 2000 р. до вишу прибув і сам Патріарх.
У рамках дводенної візитації 2000 року була проведена зустріч ректорату Чернівецького університету з Предстоятелем Київського Патріархату, під час якої обидві сторони дійшли згоди про передачу теологічного відділення у підпорядкування Учбовому комітету УПЦ КП. Безумовно, це мало важливе значення для розвитку відділення зокрема і богословської освіти в Чернівецькій області загалом. Зауважимо, що прийняте рішення усунуло владику Данила, як замовника освітніх послуг, від адміністрування відділенням. У цей же час для посилення викладацького складу, з благословення Святійшого Патріарха Філарета, у штат було призначено трьох нових викладачів — випускників КДА, кандидатів богословських наук М. Лагодича і Я. Позняка, а також випускника теологічного відділення ЧДУ ім. Ю. Федьковича В. Кушнірчука.
У цій загостреній ситуації, важливу, якщо не визначальну, роль у цьому процесі відіграли відновлені переговори ректорату з Учбовим комітетом УПЦ КП, унаслідок чого (18 квітня 2003 р.), з благословення Святійшого Патріарха Філарета, між ЧНУ ім. Ю. Федьковича та КДА було укладено Угоду про спільну освітню діяльність. Згідно з цією угодою, теологічне відділення отримало статус богословського відділення КДА при філософсько-теологічному факультеті ЧНУ ім. Ю. Федьковича.
Цілком очевидно, що це негативно сприймалося частиною студентів, близьких до митрополита Данила, і низкою громадських організацій. Адже, як фіксують деякі джерела, з ініціативи останніх, зокрема, голови Буковинського крайового братства ап. Андрія Первозваного В. Козьмика, організовувалися часті пікети університету.
Пізніше Василь Козьмик, за протекцією митрополита Данила, став відомим, як ректор самопроголошеного «Буковинського православного університету», та редактор газети «Відродження».
Починаючи з 2003 року, розширилися параметри співпраці факультету не лише між різними духовно-освітніми закладами, що належать до церковних інституцій, але й з державними навчальними установами. Все це стало можливим лише після укладення 18 квітня 2003 року нової угоди «про спільну освітню діяльність між Чернівецьким національним університетом та Київською Духовною Академією». Угоду про спільну освітню діяльність між ЧНУ та КДА було укладено 18 квітня 2003 року з благословення Його Святості Патріарха Київського і всієї Руси-України Філарета.
Уже 4 липня 2003 р. Святійшим Патріархом Київським і всієї Руси-України Філаретом на посаду завідувача богословського відділення і настоятелем університетського храму Трьох Святителів було призначено свого кандидата, ним виявився випускник КДА, протоієрей, кандидат богословських наук — Миколай Щербань. З його призначенням вдалося упорядкувати літургічне життя храму, адже зі згоди тодішнього ректора М. Ткача в храмі почали звершувати не лише щоденні богослужіння у форматі богослужбової практики для студентів відділення, таїнства Вінчання та Хрещення, але й типові недільні богослужіння.
Важливо наголосити, що з 18 квітня 2003 р., відповідно до спільної Угоди, храму ЧНУ ім. Ю. Федьковича було надано ставропігійний статус..
За словами митрополита Данила, нові кадри Філарета з богословського відділення «ненавиділи студентів, які всупереч їхній боротьбі йшли до Параскеви, до Митрополита Данила, викидали таких студентів з факультету. Ті хлопці тоді змушені були їхати в Острог і там заочно закінчувати богословський факультет. Зокрема, Ростислав Семенчук, Анатолій Марчук, Володимир Токарюк і інші. Негарно робив єпископ Тернопільський Нестор. Нас було три єпископи у Чернівцях, а він з Тернополя приїжджав уособлювати факультет, нібито ми негодні були. Він — кум Лагодичів. Тут його нагороджували орденами, медалями, хвалили.»..
Переважна більшість випускників-теологів перебувають в священичому сані, несучи послух на парохіях УПЦ КП. Є серед них і такі, що служать у храмах інших церковних юрисдикцій і конфесій. Значна частина поєднує викладацько-педагогічну діяльність з пастирським служінням. Серед них заслуговують на увагу протоієреї В.Полянко, Т.Петранюк, ієреї Д.Каленюк, В.Буграк, Ю. Верховій, П.Стеблина, М.Онищук та інші..
Партнерами філософсько-теологічного факультету ЧНУ стали Карпатський університет імені Августина Волошина та Ужгородська українська богословська академія.

## Сучасність
Факультет здійснює підготовку фахівців за такими освітніми рівнями:
- бакалавр;
- спеціаліст;
- магістр.

## Адміністрація факультету
- Сидоренко Микола
- Починок Борис
- Балух Василь
- Бродецький Олександр Євгенович

## Підрозділи
На даний час теологічне відділення юридично оформлене, як кафедра культурології, релігієзнавства та теології.
З 2020 року — кафедра філософії та культурології, нею почергово керували Шкрібляк Микола Васльович (нині — протоієрей Микола Шкрібляк, настоятель Свято-Покровського університетського храму, гарант освітньої програми зі спеціальності 031- Релігієзнавство), і Рупташ Ольга Василівна.
Крім цих двох, на кафедрі працюють також священнослужителі ПЦУ Лагодич Микола Миколайович, Щербань Микола Володимирович, Луцан Ігор Васильович, миряни ПЦУ Руснак Ігор Геннадійович, Бродецький Олександр Євгенович, Горохолінська Ірина Володимирівна, та інші.

## Відомі випускники
Закінчили теологічні студії 1999 року в Чернівцях свящ. Георгій Васильович Єлащук, свящ. Віталій Георгійович Мензак, свящ. Роман Олексійович Палійчук, свящ. Павло Іванович Петрусяк, свящ. Володимир Васильович Пліхтяк, прот. Валерій Сафронович Полянко, свящ. Михайло Миколайович Скибицький.
Наступного, 2000 року богословське відділення закінчили наступні священнослужителі: свящ. Василь Дмитрович Бундзяк, свящ. Валерій Пігасійович Гелета, свящ. Андрій Васильович Григорчук, свящ. Микола Орестович Король, Петранюк Тарас Іванович (майбутній єпископ Тихон), прот. Олег Сафронович Полянко, свящ. Василь Іванович Семеняк, свящ. Павло Васильович Томенко, свящ. Микола Андрійович Чорней..
Ще у період навчання до активної наукової роботи були залучені багато студентів: наприклад, випускники 2001 року Володимир Буграк (нині — благочинний (декан) Кременецького районного благочиння) та Петро Стеблина (нині — проректор Волинської духовної семінарії) під науково-методичним керівництвом к. богосл. н., священика Миколая Симчича видали «Богослужбові вказівки» на 1998 р., а також випускник 2006 року Юрій Верхомій (священик), випускники 2001 року Андрій Камбур (к. соціол. н., доцент) та Іван Ліщук (священик), Устим Хаварівський (керівник громадської організації «Інститут держави і церкви»), випускник 2004 року Володимир Стеблина (священик), випускник 2002 року Роман Грищук (сьогодні — благочинний (декан) Глибоцького районного благочиння, директор видавництва-друкарні «Благодатний вогонь»)..
У складі випуску 2006 року вперше фіксуються не тільки спеціалісти, але й бакалаври.
У випуску 2008 року вперше фіксуються магістри.